# Никитин, Василий Никитич (математик)
Ники́тин Васи́лий Ники́тич (1737—1809) — российский математик, действительный магистр наук. Преподаватель математики, физики, латинского и русского языков.

## Биография
Родился в 1737 году в семье священника. В 1748 году поступил в московскую Московской славяно-греко-латинской академии. По окончании обучения в 1761 году был оставлен в академии учителем греческого и еврейского языков.
В 1765 году по собственному желанию был послан в Англию в звании инспектора над десятью русскими студентами, выбранными из лучших воспитанников духовных училищ и отправленными в Англию для изучения в Оксфордском и Кембриджском университетах «высших наук», богословия и восточных языков. По прибытии в Оксфорд, «инспектор» стал заниматься науками наравне со своими подчиненными. Предметами его занятий здесь были высшая математика, экспериментальная философия (физика), астрономия, химия, история, юриспруденция, богословие, английский и отчасти французский и итальянский языки.
За своё усердие к наукам и «достойное похвалы прилежание», засвидетельствованные магистром Томасом Хорнсби, «экспериментальной философии прелектором и астрономии профессором», Никитин получил в 1771 году от Оксфордского университета степень магистра honoris causa, а перед отъездом из Англии в 1775 году был возведен тем же университетом в звание действительного магистра наук, почти никогда не достававшееся иностранцам, так как с его получением связывалось приобретение не только известных прав в ученом университетском сословии, но и гражданских прав природного англичанина.
Масон, в 1775 году член оксфордской ложи «Альфред».
По возвращении в Россию в 1775 году причислен к Морскому кадетскому корпусу в Кронштадте, читал курс вольфовой математики и экспериментальной физики, вёл также занятия по латыни и русскому языку. В 1781 учитель математики, с 1.11.1783 по 1793 (главный) инспектор при классах Морского шляхетного кадетского корпуса. С 1.11.1783 премьер-майор. С 17.11.1783 член Российской академии. С 22.6.1785 по 1793 подполковник. В марте 1794 г. вышел в отставку с чином коллежского советника (гражданский аналог полковника), имел этот чин по 1807 г. Переводчик. Опубликовал вместе с П. И. Суворовым на русском языке и в собственном переводе на английский язык учебник по тригонометрии, который авторы посвятили Оксфордскому университету. В 1809 статский советник, обер-секретарь Сената.